# Solenopsis wolfi
Solenopsis wolfi é uma espécie de formiga do gênero Solenopsis, pertencente à subfamília Myrmicinae.